# Andrenyásza
Andrenyásza (románul: Andreneasa), vagy Andrenyászatelep falu Romániában, Maros megyében.

## Fekvése
A Maros völgyében fekszik, 550 m-es tengerszint feletti magasságban, a Kelemen-havasok és a Görgényi-havasok között, a festői szépségű Felső-Maros-áttörés nevű szorosban. Áthalad rajta az E578-as európai út, valamint a 400-as számú, Dédát Maroshévízzel összekötő vasút.

## Története
Ratosnya község része. A trianoni békeszerződésig Maros-Torda vármegye Régeni felső járásához tartozott.

## Népessége
2002-ben 95 lakosa volt, ebből 93 román és 2 magyar nemzetiségű.

## Vallások
A falu lakói közül 93-an ortodox hitűek és 2 fő református.

## Irodalmi vonatkozás
A településen játszódik Wass Albert A funtineli boszorkány című háromkötetes regényének néhány részlete.